# ريهام سعيد
ريهام سعيد (31 مارس 1967 -)، إعلامية وممثلة مصرية، شاركت في العديد من المسلسلات، وقدمت عدد من البرامج التلفزيونية، ويعد برنامج صبايا الخير من أشهر ما قدمت لما يطرحه من قضايا مثيرة للجدل.

## حياتها
بدأت حياتها المهنية مذيعة ببرنامج «صبايا» بإحدى القنوات الفضائية  ورغم الانتقادات الكثيرة والعديدة التي لاقتها وتعرضت لها ريهام سعيد لجرأتها في تقديم برنامجها إلا أنها لم تتوقف واستمرت في تقديم المواضيع الشائكة والساخنة، وكان لحضورها أثر في دخولها عالم الدراما التلفزيونية عام 2004 بمسلسل عيش أيامك مع الفنان نور الشريف ثم توالت أعمالها الفنية، كما شاركت الممثل أحمد بدير بطولة مسرحية (مرسي عاوز كرسي) وقامت بتأدية دور الفتاة الصعيدية بمسلسل شارع عبد العزيز مع الممثل عمرو سعد وشاركت في مسلسل الشك مع الممثلة مي عز الدين. ولها مسلسل «قلوب» مع الممثلة علا غانم ومسلسل ابن حلال في رمضان 2014 .

## الجدل
أثارت برامجها الإعلامية سخط وزوبعات إعلامية لأكثر من مرة بسبب اتهامها بعدم المهنية واستغلال الشخصيات التي تغطيها،  وفبركة قصص إعلامية. حُكِم عليها بالسجن في أكثر من قضية منها سب الفنانة زينة، وقضية فتاة المول.
دشن نشطاء وإعلاميون مصريون حملة لإيقاف الإعلامية ريهام سعيد، بسبب حلقة لها من برنامجها «صبايا الخير» على فضائية «النهار» أهانت فيها اللاجئين السوريين عندما قامت بتوزيع مساعدات عليهم في أحد مخيماتهم بلبنان بصورة مقززة.
ولاقى الفيديو وكلام المذيعة المصرية استياء الكثيرين خاصة، عندما تحدثت ريهام سعيد بطريقة وصفوها بغير الحضارية وأقرب إلى الشماتة من اللاجئين ومن مواطني دول الربيع العربي التي قامت فيها الثورات، مؤكدة في حديثها أن هذا هو حال كل الشعوب التي تضيع بلدانهم.
كلام المذيعة المصرية أثار مواجع المصريين بالفعل على أشقائهم السوريين، لكنه أثار غضبهم من تصوير السوريين وهم يهرولون خلف سيارة المساعدات ويتنافسون فيما بينهم لمحاولة الحصول عليها، فضلاً عن حديث المذيعة التي وصفت تلك الحالة بكلمات وأوصاف لا تليق انتزعت منها كافة معاني الإنسانية.
الإعلامي المصري يسري فودة كان أول من شن هجوماً حاداً على المذيعة المصرية وطريقة حديثها، عبر صفحته على موقع التواصل «فيسبوك»، كما انتقد الحلقة من الأساس واصفاً إياها بالمخزية، وأضاف قائلا: «بما أنها قررت أنها تقوم بهذا العمل نيابة عن المصريين فمن حق أي مصري أن يرد». وأضاف: «شعب سوريا أعز وأكرم من أن يحتاج إلى دفاعي، وما يحدث له إنما هو ثمن غال يدفعه لقيم أغلى تعجز عن إدراكها بالوعات الصرف الإعلامي في مصر».[بحاجة لمصدر]
وقال آخرون «إن ريهام سعيد تستغل فاقة الشعب السوري الذي يعاني ويلات الحروب وبراميل بشار المتفجرة وسلاحه الكيمياوي للتحذير من المطالبة بأدنى الحقوق في الحرية»، وتابع: «إلى الأخوة السوريين كل أحرار المصريين يبرأون إلى الله من هذا الفعل الحقير الذي لا يصدر إلا من شخص تجرد من كل معاني الإنسانية».من جانبهم دشن النشطاء حملة على كافة مواقع التواصل الاجتماعي لإيقاف الإعلامية المصرية ومنع ظهورها على شاشات الفضائيات مرة أخرى، مضيفين أنها انتهكت كل معاني الإنسانية، وجردت فعل الخير من قيمته ومعناه السامي بنشر صوراً لا تليق بأشقاء فرضت عليهم الظروف والصراعات السياسية مأساة لا دخل لهم بها، كما تقدم نشطاء آخرون ببلاغات قضائية تطالب بالتحقيق مع الإعلامية ومحاكمتها ومحاكمة من قدموا لها المساعدات لتقدمها للسوريين بهذه الصورة المؤسفة.
ريهام سعيد ردت بقسوة على منتقديها واتهمتهم بالجهل والمرض النفسي وطالبتهم بعدم متابعة برنامجها. وكتبت عبر حسابها الرسمي على «تويتر»: «هو أنا بس نفسي اسأل سؤال.. هو ليه الناس بتنزعج لما تشوف الحقيقة.. ليه مصممين تتابعوا وبدقة مذيعة مش عاجباكوا؟.. مرضى مثلا؟». وتابعت: «أنا بقدم خالص التحية لجمهوري حبيبي وشكراً على تعليقاتكم. أما القليل الأدب روحوا اتفرجوا علي واسمعوا حد يستحمل جهلكوا وقلة أدبكم».
وقد كاد ينتهي مستقبلها المهني بفضيحة كبيرة حين قامت ريهام سعيد في حلقة برنامج «صبايا الخير» التي أذيعت بتاريخ 27 أكتوبر2015 بنشر صور خاصة لسمية طارق الشهيرة بـ«فتاة المول» وقد كانت فتاة المول قد تعرضت إلى التحرش والتعدي بالضرب من طرف أحد الشباب في الحرية مول، هذه الحادثة التقطتها كاميرات المول وانتشر المقطع بسرعة كبيرة في وسائل الاتصال الاجتماعي، وأصبحت قضية الفتاة قضية رأي عام ولجأت الفتاة إلى ريهام سعيد لتعرض قضيتها في برنامجها غير أن ريهام سعيد قامت بسرقة صور خاصة جدا للفتاة من جوالها أثناء تصوير الحلقة وقامت بنشرها بدون إذنها وهو ما أثار غضب الكثيرين وطالبوا بمحاكمتها للتشهير بالفتاة. وقد تم اتهامها بتعدي حقوق الإنسان وكذلك المفاهيم والقواعد المهنية للاعلام. وقد قابل الجمهور ذلك باستياء شديد وثورة غضب بالإضافة الي ان الشركات الممولة للبرنامج جميعها قد اوقفوا التمويل للبرنامج واعلنوا عدم مسئوليتهم عما خرج من ريهام سعيد وقد أعادت شبكة تليفزيون النهار ريهام سعيد لتقديم برنامج صبايا الخير مرة أخرى على النهار One في 2 مايو 2016 ولكن بشروط وهي عدم وجود شركات ممولة لرعاية البرنامج وأن يُبث البرنامج مسجلاً وليس على الهواء مباشرة

## أعمالها الفنية

### البرامج التلفازية
- صبايا 2003 على قناة المحور الفضائية
- صبايا الخير 2012 - حتى الآن على النهار One
- من غير زعل 2013 على النهار One
- قلبك أبيض 2014 على النهار One
- صبايا الشمس
- هى و صبايا

### المسلسلات
- ستات قادرة 2016
- فيفا اطاطا 2014
- تماسيح النيل 2014
- ابن حلال2014
- قلوب 2014
- الشك 2013
- أهل الهوى 2013
- جذور 2013
- شارع عبدالعزيز 2011
- منتهى العشق 2010
- الوتر المشدود 2009
- الدنيا لونها بمبي 2009
- مسك الليل 2008
- وعادت القلوب 2008
- نفق الشيطان 2008
- علي مبارك 2008
- ذكريات العام القادم 2008
- القاهرة 2000 2006
- أشباح المدينة 2006
- المرسى والبحار (مسلسل) 2005
- الظاهر بيبرس 2005
- عيش أيامك 2004

### المسرحيات
- رسمي فهمي نظمي 2016
- مرسي عاوز كرسي 2008

## وصلات خارجية
- ريهام سعيد على موقع الدهليز
- ريهام سعيد على موقع قاعدة بيانات الأفلام العربية